# Chelín austriaco
El chelín austriaco (Schilling) es una antigua moneda de Austria entre 1925 y 1938 y entre 1945 y 1999, y la moneda en circulación hasta 2002. El euro se introdujo con una paridad fija de 1 € = 13,7603 chelines para reemplazarla. El chelín se dividía en 100 groschen. La abreviatura oficial según la normativa ISO 4217 es ATS. 

## Historia
Tras la reforma monetaria carolingia del año 794 d. C., se introdujeron nuevas unidades de cuenta, entre ellas el chelín, que constaba de 12 pfennigs de plata. Al principio era sólo una moneda de cuenta, pero más tarde se convirtió en una moneda real producida en muchos países europeos.

### Antes del chelín austriaco moderno
Las monedas anteriores al chelín incluyen:
- El florín, existente como moneda del Sacro Imperio Romano Germánico desde el siglo XVI, dividido en 8 Schillings = 60 Kreuzer = 240 Pfennigs
- El gulden austro-húngaro después de 1857, dividido en 100 Neukreuzer.
- La corona austrohúngara, introducida en 1892 con la adopción del patrón oro; y
- La corona austriaca, introducida para Austria en 1919 tras la disolución del Imperio Austrohúngaro.

En Austria medieval, existían monedas cortas y largas de schilling, valoradas en 12 y 30 pfennigs respectivamente. Hasta 1857, el schilling era una unidad monetaria de 30 pfennigs o 7 1⁄2 kreuzers. Los groschen austriacos (también conocidos como Kaisergroschen, lit. groschen del emperador/groat"]) era una moneda de plata que valía 12 “”pfennigs“” = 3 “”kreuzers“” = 2⁄5 chelines.

### Primer chelín austriaco
El chelín se estableció mediante la Ley del chelín (Schillingrechnungsgesetz) de 20 de diciembre de 1924, a razón de un chelín por cada 10.000 kronen y se emitió el 1 de marzo de 1925. El chelín fue abolido a raíz de la Alemania se anexionó Austria en 1938, cuando se cambió a razón de 1,50 chelines por un Reichsmark.

### Segundo chelín austriaco
El chelín fue reintroducido tras la Segunda Guerra Mundial el 30 de noviembre de 1945 por los militares aliados, que emitieron papel moneda (fechado en 1944) en denominaciones de 50 groschen, 1, 2, 5, 10, 20, 25, 50, 100 y 1000 chelines. El tipo de cambio con el reichsmark era de 1:1, limitado a 150 chelines por persona. El Banco Nacional también empezó a emitir billetes de chelín en 1945 y las primeras monedas se emitieron en 1946.
Con una segunda ley del «chelín», el 21 de noviembre de 1947, se introdujeron nuevos billetes. Los billetes anteriores podían canjearse por billetes nuevos a la par durante los primeros 150 chelines y a razón de 1 chelín nuevo por 3 chelines antiguos a partir de entonces. Esta reforma no afectó a las monedas. La moneda se estabilizó en la década de 1950, con el chelín vinculado al dólar estadounidense a un tipo de cambio de 1 $ = 26 chelines. Tras los Acuerdos de Bretton Woods en 1971, el chelín se vinculó inicialmente a una cesta de monedas hasta julio de 1976, cuando se acopló al marco alemán.
Aunque el euro se convirtió en la moneda oficial de Austria en 1999, las monedas y billetes de euro no se introdujeron hasta 2002. Las antiguas monedas y billetes denominados en chelines fueron retirados de la circulación debido a la introducción del euro el 28 de febrero de ese año. Los billetes y monedas en chelines que eran válidos en el momento de la introducción del euro seguirán siendo canjeables indefinidamente por euros en cualquier sucursal del Oesterreichische Nationalbank.

## Monedas

### Primer chelín
En 1925, se introdujeron las monedas de bronce de 1 y 2 groschen, las de cuproníquel de 10 groschen y las de plata de 1⁄2 y 1 schilling, seguidas de las de cuproníquel de 5 groschen en 1931. En 1934, se introdujeron las monedas de 50 groschen y 1 chelín de cuproníquel, junto con las de 5 chelines de plata. Las monedas se emitieron hasta 1938.
También se emitieron monedas de oro y plata: 2 chelines (1937) - 64% de plata, 5 chelines (1934) - 83% de plata, 25 chelines (1926) - 90% de oro, 100 chelines (1924) - 90% de oro.

### Segundo chelín
Entre 1947 y 1952 se acuñaron monedas de 1, 2, 5, 10, 20 y 50 groschen, y de 1, 2 y 5 chelines. Las monedas de 1, 5, 10 y 50 groschen se fabricaron inicialmente a partir de los cospeles sobrantes de las emisiones de pfennig realizadas en tiempos de guerra. Las monedas de 2 y 50 groschen; 1, 2 y 5 schilling se acuñaron en aluminio, al igual que el segundo tipo de moneda de 10 groschen. Las monedas de 1 y 5 groschen y el primer tipo de 10 groschen se acuñaron en zinc, mientras que la moneda de 20 groschen se acuñó en aluminio-bronce. La moneda de 1 groschen sólo se acuñó en 1947, mientras que las monedas de 20 groschen y 2 chelines dejaron de fabricarse en 1954 y 1952, respectivamente. En 1957 se introdujeron las monedas de plata de 10 chelines, seguidas en 1959 por las monedas de aluminio-bronce de 50 groschen y 1 chelín, y en 1960 por las monedas de plata de 5 chelines. En la década de 1950, la composición de las monedas de 5 chelines pasó del aluminio a la plata, un hecho muy poco habitual. El cuproníquel sustituyó a la plata en las monedas de 5 y 10 chelines en 1969 y 1974, respectivamente. En 1980 se introdujo una moneda de 20 chelines de aluminio y bronce.
Las monedas de plata eran de 25, 50, 100, 200 y 500 chelines, pero también existían monedas de oro de 500 y 1.000 chelines. Se consideraban moneda legal, pero rara vez se encontraban en transacciones reales. Las monedas de menos de 10 groschen rara vez se veían en circulación durante sus últimos años.

En el momento del cambio al euro, las monedas en circulación eran las siguientes:
| Denominación | Emisión   | Metal    | Metal    | Diámetro (mm) | Peso (g) | Canto      | Anverso                                                        | Reverso                                                                     | Imagen |
| Denominación | Emisión   | Anillo   | Centro   | Diámetro (mm) | Peso (g) | Canto      | Anverso                                                        | Reverso                                                                     | Imagen |
| ------------ | --------- | -------- | -------- | ------------- | -------- | ---------- | -------------------------------------------------------------- | --------------------------------------------------------------------------- | ------ |
| 1 Groschen   | 1947      | Zn       | Zn       | 17,00         | 1,80     |            | Escudo de armas REPUBLIK ÖSTERREICH                            | 1 GROSCHEN Edelweiss año de acuñación                                       |        |
| 2 Groschen   | 1950-1994 | Al       | Al       | 18,00         | 0,90     |            | Escudo de armas                                                | 2 GROSCHEN REPUBLIK ÖSTERREICH año de acuñación                             |        |
| 5 Groschen   | 1948-1994 | Zn       | Zn       | 19,00         | 2,50     |            | Escudo de armas REPUBLIK ÖSTERREICH                            | 5 GROSCHEN Edelweiss año de acuñación                                       |        |
| 10 Groschen  | 1951-2001 | Al       | Al       | 20,00         | 1,10     |            | Escudo de armas REPUBLIK ÖSTERREICH 10 · 10                    | 10 GROSCHEN año de acuñación                                                |        |
| 50 Groschen  | 1959-2001 | Cu+Al    | Cu+Al    | 19,50         | 3,00     |            | Escudo de armas REPUBLIK ÖSTERREICH                            | 50 GROSCHEN Prímula año de acuñación                                        |        |
| 1 Chelín     | 1959-2001 | Cu+Al    | Cu+Al    | 22,50         | 4,20     |            | EIN SCHILLING Edelweiss                                        | 1 SCHILLING REPUBLIK ÖSTERREICH año de acuñación                            |        |
| 5 Chelines   | 1969-2001 | Cu+Ni    | Cu+Ni    | 23,50         | 4,80     |            | Caballo Lipizzaner REPUBLIK ÖSTERREICH                         | 5 SCHILLING Escudo de armas Ramas de laurel año de acuñación                |        |
| 10 Chelines  | 1974-2001 | Cu+Ni    | Cu+Ni    | 26,00         | 6,20     |            | Escudo de armas REPUBLIK ÖSTERREICH                            | 10 SCHILLING Mujer de Wachau                                                |        |
| 20 Chelines  | 1980-1993 | Cu+Al+Ni | Cu+Al+Ni | 27,70         | 8,00     | Liso · · · | Nueve provincias austriacas personificadas REPUBLIK ÖSTERREICH | 20 · ZWANZIG SCHILLING año de acuñación                                     |        |
| 50 Chelines  | 1996-2001 | Cu+Al+Ni | Cu+Ni    | 26,50         | 8,15     |            | Varía (conmemorativa)                                          | 50 SCHILLING Escudos de las nueve provincias austriacas REPUBLIK ÖSTERREICH |        |

## Billetes

### Primer chelín
1 chelín (1925)
En 1925, el Oesterreichische Nationalbank emitió billetes en denominaciones de 1, 5, 10, 20, 100 y 1.000 Schillinge (nótese la diferente ortografía del plural en esta primera serie de billetes de 1925).
En 1927-1929 se añadió una segunda serie con billetes de 5, 10, 20, 50 y 100 chelines. El chelín fue sustituido por una moneda.
En 1925 el Banco Nacional de Austria emitió billetes en denominaciones de 5, 10, 20, 100 y 1.000 chelines, con las denominaciones de 500 chelines en 1929.

### Segundo chelín
En 1945, los aliados introdujeron billetes (fechados en 1944) en denominaciones de 50 groschen, 1, 2, 5, 10, 20, 25, 50, 100 y 1.000 chelines. El Oesterreichische Nationalbank también introdujo billetes en 1945, en denominaciones de 10, 20, 100 y 1.000 chelines, y la moneda aliada con valores pequeños de hasta 5 chelines siguió siendo válida hasta 1947. Con la reforma del billete de 1947, se emitieron nuevos billetes en denominaciones de 5, 10, 20, 50, 100 y 1.000 chelines. Hasta 1957 se emitió el primer billete de 500 chelines y los billetes de 5 y 10 chelines fueron sustituidos por monedas. Sin embargo, aunque a partir de 1980 se emitieron monedas de 20 chelines, se siguió fabricando el billete de 20 chelines, al que se añadieron billetes de 5.000 chelines en 1988.
Los billetes en circulación antes de la entrada del euro eran los de las denominaciones siguientes:
| Denominación   | Efigie                  | Color predominante | Dimensiones    | Imagen del anverso | Imagen del reverso |
| -------------- | ----------------------- | ------------------ | -------------- | ------------------ | ------------------ |
| 20 Chelines    | Moritz Daffinger        | Marrón             | 61,50 x 123 mm |                    |                    |
| 50 Chelines    | Sigmund Freud           | Violeta            | 65 x 130 mm    |                    |                    |
| 100 Chelines   | Eugen von Böhm-Bawerk   | Verde              | 68,50 x 137 mm |                    |                    |
| 500 Chelines   | Rosa Mayreder           | Rojo               | 72 x 147 mm    |                    |                    |
| 1.000 Chelines | Karl Landsteiner        | Azul               | 72 x 154 mm    |                    |                    |
| 5.000 Chelines | Wolfgang Amadeus Mozart | Verde oliva        | 78 x 160 mm    |                    |                    |